# 馬大縉
馬大縉（1686年—？），字元藻，江南安慶府懷寧縣（今安徽省懷寧縣）人，回族。清朝軍事將領。
馬大縉於康熙五十二年（1713年）考中癸巳科武舉人，五十七年（1718年）中式壬辰科三甲第六十七名武進士，時年三十三歲。
怀宁马氏为回回世家, 始祖马依泽于宋太祖建隆二年（961年）由西域来到中原，其后裔遍及各地，有《怀宁马氏家谱》传世。马大缙为二十九世。